# Âmbar do Báltico

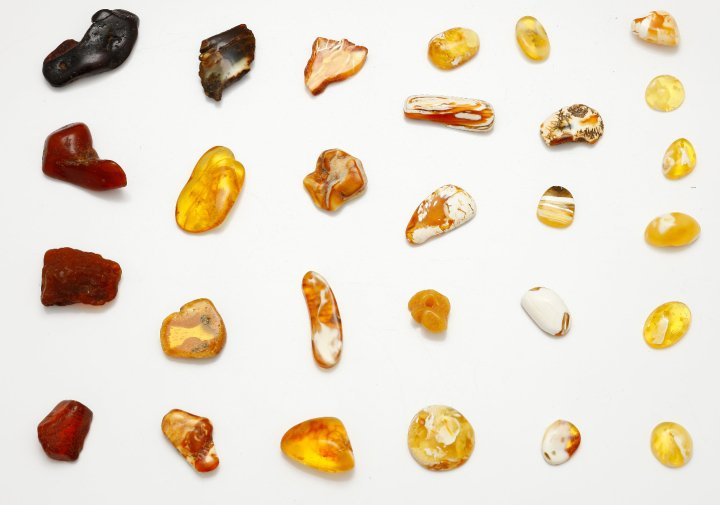
Diferentes cores de âmbar do Báltico.

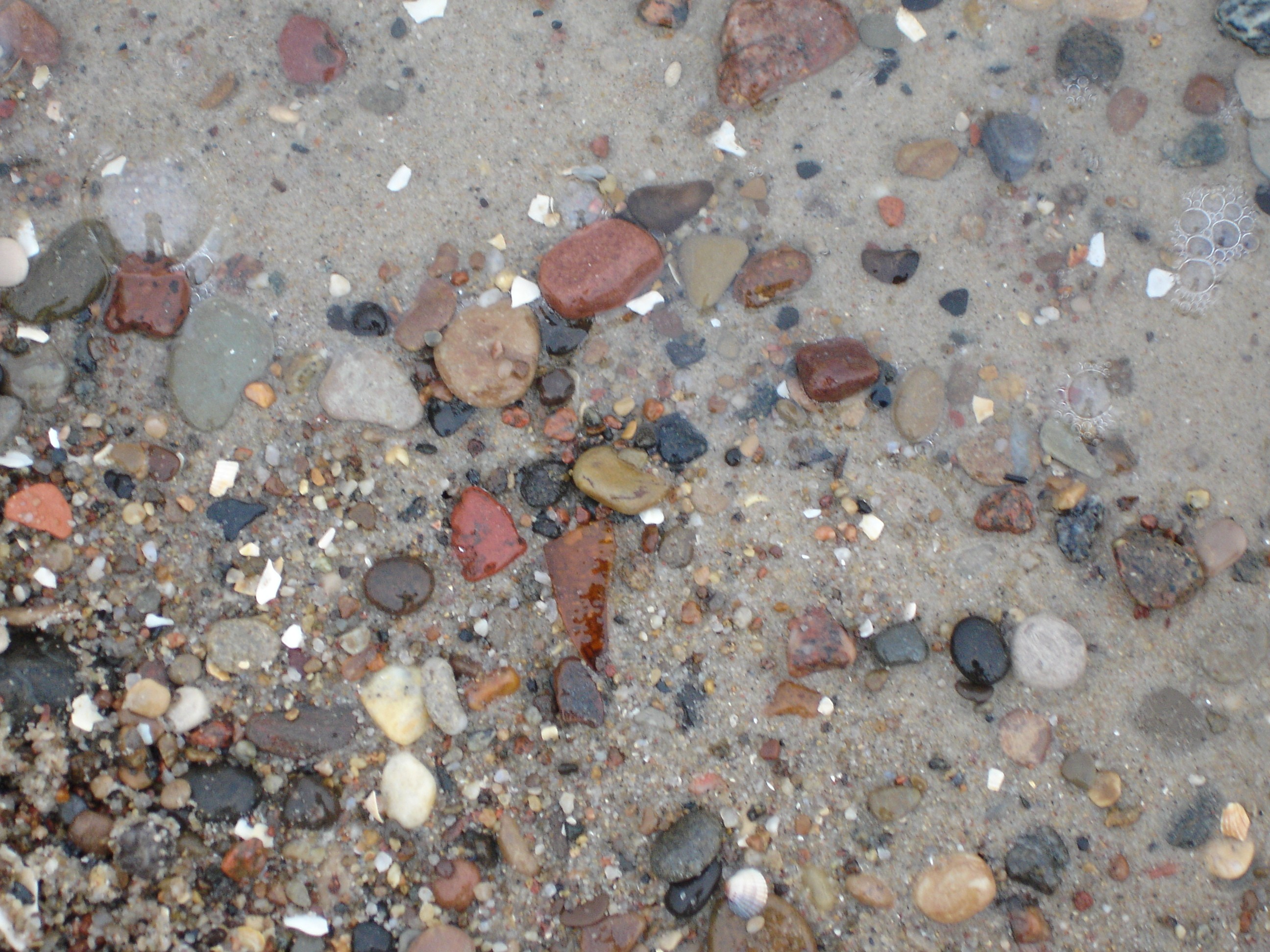
Típica areia de praia na Mar do Báltico onde muitas vezes âmbar é recolhido.

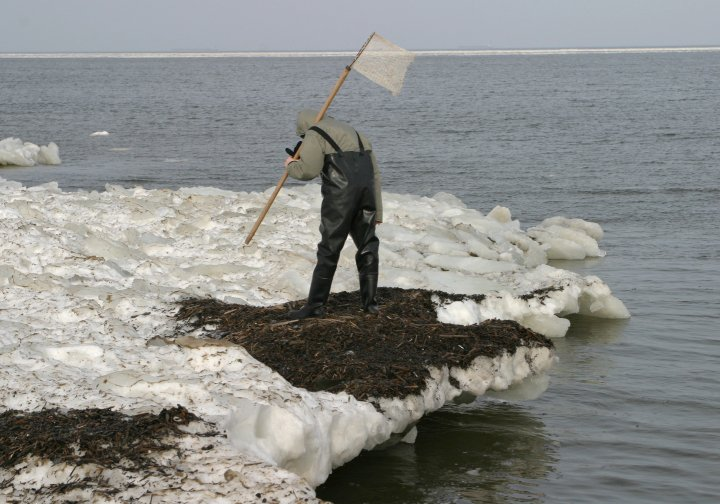
Procura de âmbar na costa, em Mikoszewo, próximo de Gdańsk, Polónia.

A região do Báltico é o local do maior depósito conhecido de âmbar, chamado de âmbar do Báltico ou succinite. Data de há 44 milhões de anos, no Eoceno. Estima-se que estas floresta produziram mais de 105 toneladas de âmbar.
O termo âmbar do Báltico é genérico, pelo que o âmbar das minas de carvão mineral de Bitterfeld, na Saxónia, Alemanha de Leste, também é assim denominado. O âmbar de Bitterfeld anteriormente acreditava-se ter apenas 20 a 22 milhões de anos (Mioceno), mas comparação entre as inclusões de animais revelaram que é provavelmente âmbar do Báltico genuíno redepositado mais tarde. Outras fontes de âmbar do Báltico têm sido listadas como vindo da Polónia e da Rússia.
Visto que o âmbar do Báltico possui cerca de 8% de ácido succínico, tem também o nome de succinite.
Acreditava-se desde a década de 1850 que a resina que se tornava âmbar era produzido pela árvore da espécie Pinites succinifer, mas pesquisas na década de 1980 chegaram à conclusão que a resina tem origem em várias espécies. Mais recentemente foi proposto, com base em evidências obtidas por espectroscopia de infravermelho em âmbar e resina de árvores vivas, que as coníferas da família Sciadopityaceae eram as responsáveis. O único representante extante desta família é a família Sciadopitys verticillata.
Numerosas espécies e géneros de plantas e animais foram descobertas e descritas cientificamente a partir de âmbar do Báltico. O âmbar do Báltico inclui a mais rica fauna fóssil de maracujá (em espécies) descoberta até à data.

## Cores e Polimentos
As principais cores do âmbar do Báltico são: Arco-íris, Cereja, Limão, Mel Claro e Mel Escuro, Milk, Misto, Verde Claro e Verde Escuro. Esteticamente, o âmbar polido é brilhante e o não polido possui uma aparência fosca. 

## Paleobiologia
Numerosos organismos têm sido descritos a partir de âmbar do Báltico, incluindo:

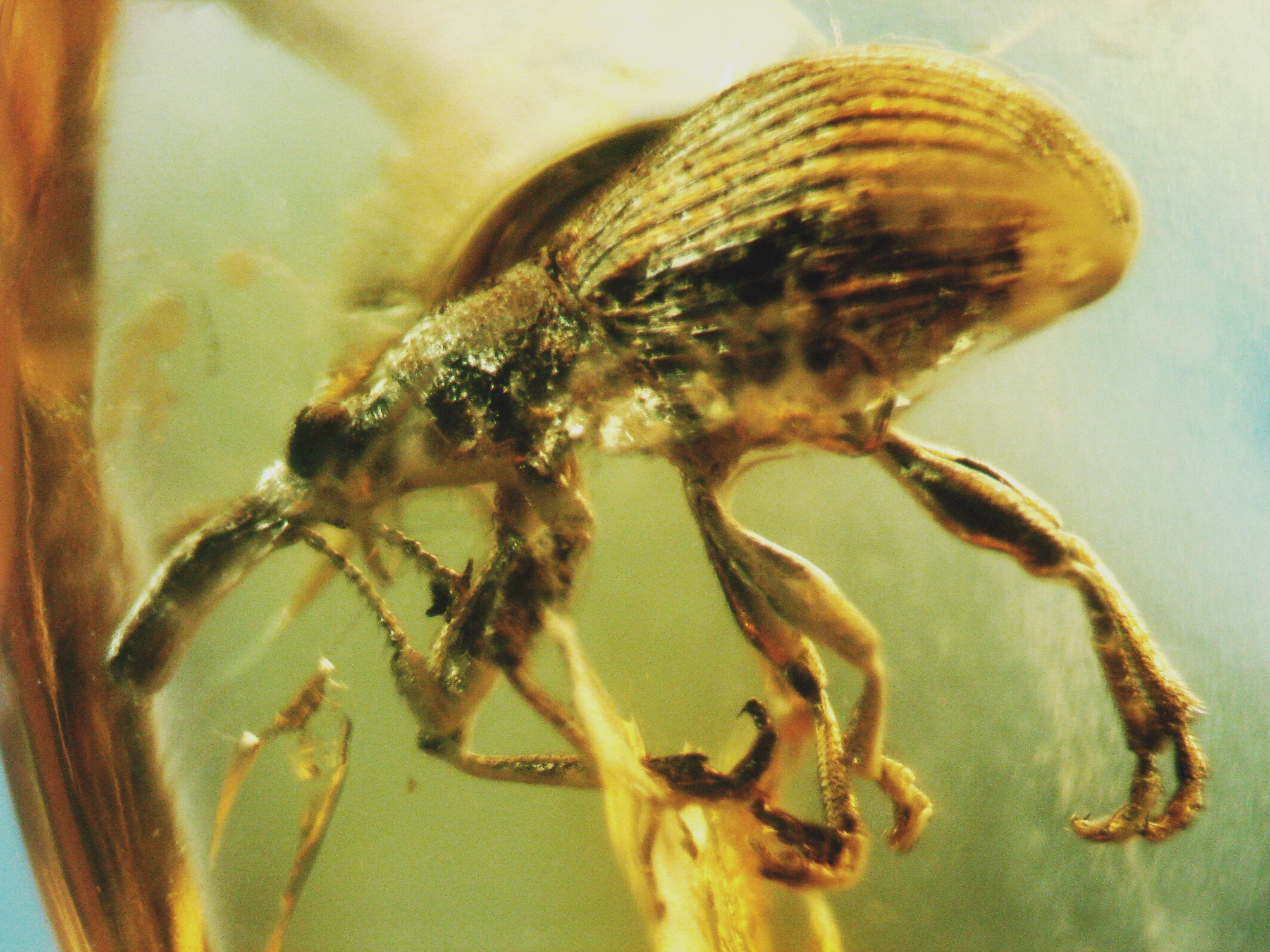
Escaravelho fóssil da família Brentidae

### Fauna
| - Agroecomyrmex Wheeler, 1910 - Anonychomyrma constricta (Mayr, 1868) - Anonychomyrma geinitzi (Mayr, 1868) - Anonychomyrma samlandica (Wheeler, 1915) - Aspidopleura Gibson, 2009 - Asymphylomyrmex Wheeler, 1915 - Baltimartyria Skalski, 1995 - Brevivulva Gibson, 2009 - Electrinocellia (Carpenter) Engel, 1995 - Epiborkhausenites Skalski, 1973 |  | - Gracillariites Kozlov, 1987 - Metanephrocerus collini Carpenter & Hull, 1939 - Metanephrocerus groehni Kehlmaier & Skevington, 2014 - Metanephrocerus hoffeinsorum Kehlmaier & Skevington, 2014 - Electrocrania Kuznezov, 1941 - Fibla carpenteri Engel, 1995 - Metapelma archetypon Gibson, 2009 - Micropterix gertraudae Kurz & Kurz, 2010 - Neanaperiallus Gibson, 2009 - Palaeovespa baltica Cockerell, 1909 - Palaeovespa socialis Pionar, 2005 - Prolyonetia Kusnetzov, 1941 - Propupa Stworzewicz & Pokryszko, 2006 - Stigmellites baltica (Kozlov, 1988) - Succinipatopsis Poinar, 2000 |